# Deirdre Demet-Barry

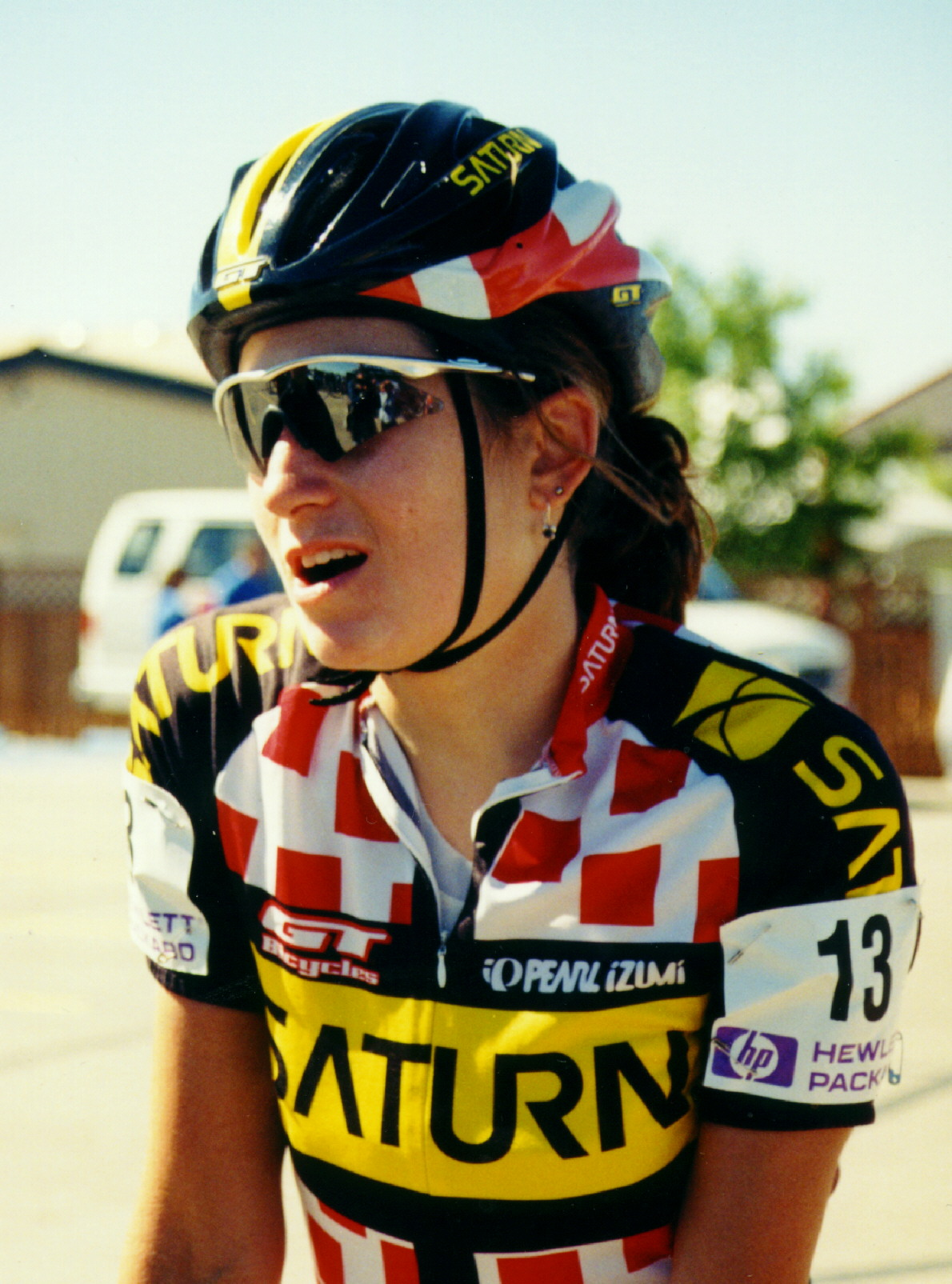
Deirdre Demet-Barry (1998)

Deirdre „Dede“ Demet-Barry (* 8. Oktober 1972 in Milwaukee, Wisconsin) ist eine ehemalige US-amerikanische Radrennfahrerin.
1989 errang Deirdre Demet-Barry drei Junioren-Titel: Sie wurde Junioren-Weltmeisterin im Straßenrennen sowie nationale Junioren-Meisterin im Straßenrennen und im Einzelzeitfahren. 1993 wurde sie bei den Straßen-Weltmeisterschaften Vize-Weltmeisterin im Mannschaftszeitfahren gemeinsam mit Eve Stephenson, Jeanne Golay und Janice Bolland. 1996 wurde Demet-Barry US-amerikanische Meisterin im Straßenrennen, 1995 gewann sie die Women’s Challenge, 1997 die Tour de Toona und 1998 die australischen Rennen Canberra Women’s Classic sowie die Tour de Snowy.
2004 startete Deirdre Demet-Barry bei den Olympischen Spielen in Athen; im Einzelzeitfahren errang sie die Silbermedaille und wurde 16. im Straßenrennen. Anschließend beendete sie ihre Radsport-Laufbahn.
Deirdre Demet-Barry ist verheiratet mit dem kanadischen Radrennfahrer Michael Barry.